# آنلاین و آفلاین

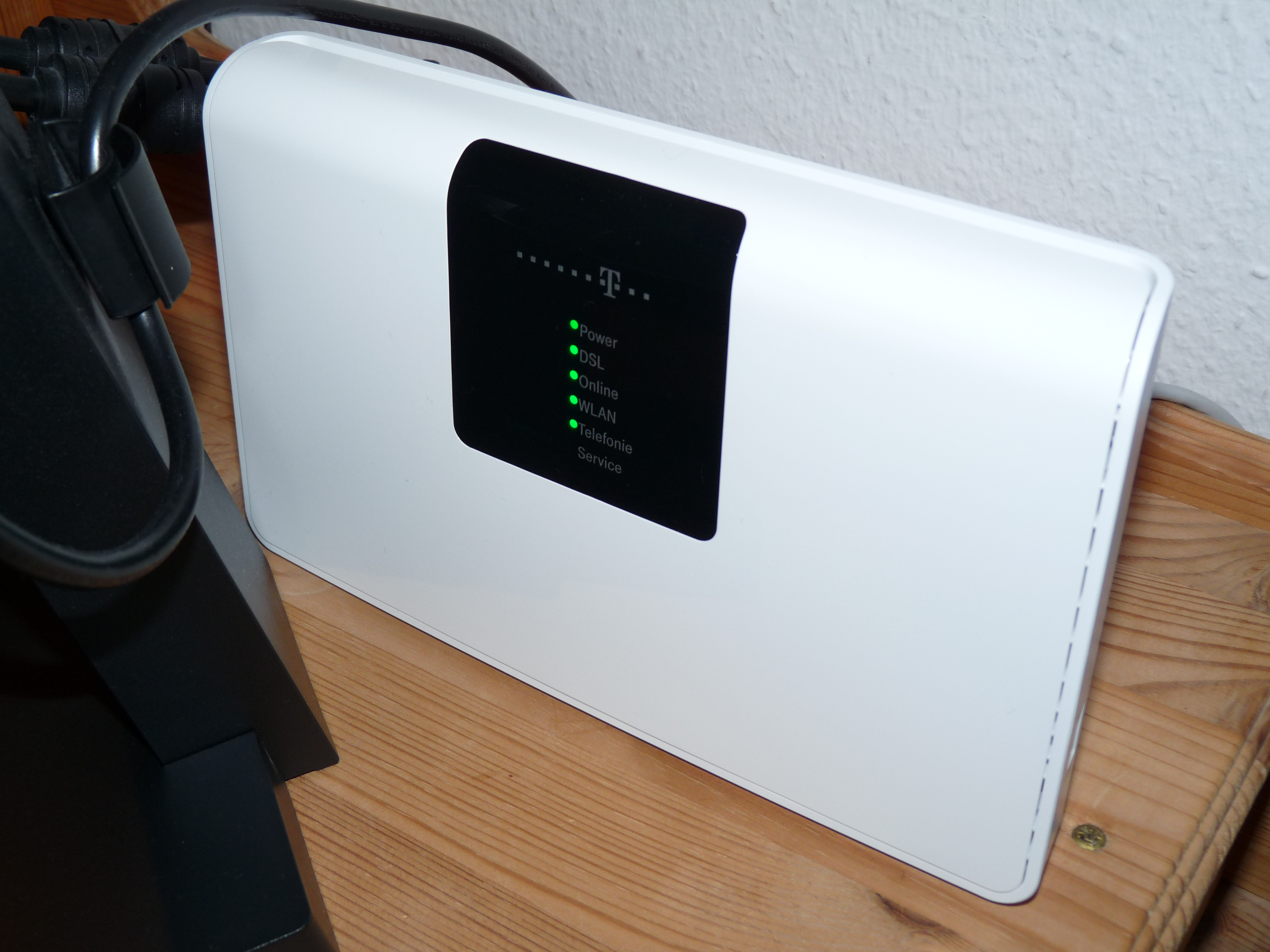
تصویر یک مودم/روتر اینترنت

واژه‌های بَرخط یا آنلاین (به انگلیسی: Online) و بُرون‌خط یا آفلاین (به انگلیسی: Offline) معانی مشخصی در رابطه با فناوری رایانه و مخابرات دارند. به‌طور کلی، برخط نشانگر حالت اتصال است، در حالی که برون‌خط نشان‌دهندهٔ حالت قطعی می‌باشد. در استفادهٔ معمول، برخط اغلب به اینترنت یا وب جهان‌گستر اشاره دارد.
در فرهنگ رایانه منظور از بَرخط یا آنلاین وضعیت یا حالت وصل‌بودن به رایانهٔ مرکزی است؛ یعنی وصل‌بودن یک کاربر به اینترنت و شبکه‌های الکترونیکی مانند آن. زمانی که شما به اینترنت متصل می‌شوید، در واقع، قابل دسترس هستید و هر کسی می‌تواند با استفاده از ابزار مناسب، به‌طور مستقیم و بی‌درنگ با شما ارتباط برقرار کند. معنی واقعی این واژه به‌خصوص زمانی نمود پیدا می‌کند که شما از نرم‌افزارهای پیام‌رسان فوری مانند یاهو! مسنجر ،تلگرام، واتس آپ و نظایر آن استفاده می‌کنید.
تعریف برخط بودن (آنلاین) یا نبودن در جوامع الکترونیکی معمولاً در مطابقت با استاندارد فدرال ۱۰۳۷C آمریکا بیان می‌شود. به‌طور خلاصه برای آن که یک دستگاه برخط باشد، باید حداقل یکی از شرایط زیر را داشته باشد:
- تحت کنترل مستقیم یک دستگاه دیگر باشد؛
- تحت کنترل کامل سیستمی باشد که به آن مربوط است؛
- آمادهٔ بهره‌برداری فوری توسط سیستم باشد، بدون آن که نیازی به دخالت انسان وجود داشته باشد؛
- به یک سیستم ارتباط پیدا کرده باشد (متصل شده باشد)؛
- آمادهٔ ارائه خدمات باشد.

متضاد این واژه برون‌خط یا آفلاین است، یعنی اگر کاربری برخط نباشد، در حالت برون‌خط قرار دارد.

## پی‌نوشت و منبع
1. ↑  «برخط» [رایانه و فناوری اطلاعات] هم‌ارزِ «on-line»؛ منبع: گروه واژه‌گزینی. دفتر دوم. فرهنگ واژه‌های مصوب فرهنگستان. تهران: انتشارات فرهنگستان زبان و ادب فارسی. شابک ۹۶۴-۷۵۳۱-۳۷-۰ (ذیل سرواژهٔ برخط)
2. ↑  «برون‌خط» [رایانه و فناوری اطلاعات] هم‌ارزِ «off-line»؛ منبع: گروه واژه‌گزینی. دفتر دوم. فرهنگ واژه‌های مصوب فرهنگستان. تهران: انتشارات فرهنگستان زبان و ادب فارسی. شابک ۹۶۴-۷۵۳۱-۳۷-۰ (ذیل سرواژهٔ برون‌خط ۲)
3. ↑  «ATIS Telecom Glossary». بایگانی‌شده از اصلی در ۹ ژوئیه ۲۰۱۰. دریافت‌شده در ۱۱ ژانویه ۲۰۱۱.

- مشارکت‌کنندگان ویکی‌پدیا. «Online and offline». در دانشنامهٔ ویکی‌پدیای انگلیسی.